# Entephria flavocingulata
Entephria flavocingulata är en fjärilsart som beskrevs av Otto Staudinger 1901. Entephria flavocingulata ingår i släktet Entephria och familjen mätare. Inga underarter finns listade i Catalogue of Life.